# Francesco Maria Molza
Francesco Maria Molza (Modena, 18 giugno 1489 – Modena, 28 febbraio 1544) è stato un umanista e poeta italiano.

## Biografia
Studiò nelle Università di Modena, Bologna e Roma. Passò la sua giovinezza fra amori e dissipazioni.
Si sposò a Modena ed ebbe figli. Dal 1516 visse a Roma presso il cardinale Ippolito de' Medici e, dopo la morte di costui, presso Alessandro Farnese (entrambi suoi mecenati). A Roma fu tra i principali animatori dell'Accademia della Virtù, un circolo fondato da Claudio Tolomei di cui fecero parte, fra gli altri, Annibal Caro, Marco Antonio Flaminio e Luca Contile. Fu amico dei più importanti letterati del XVI secolo. Pietro Bembo lo additò ad esempio come eccellente scrittore in latino e in volgare.
Per alcuni anni non ebbe buona salute. Verso il 1540, Molza tornò a Modena, dove morì a cinquantaquattro anni per la sifilide contratta durante la sua esistenza dissoluta.
Sua nipote è la poetessa e musicista Tarquinia Molza.

## Opere

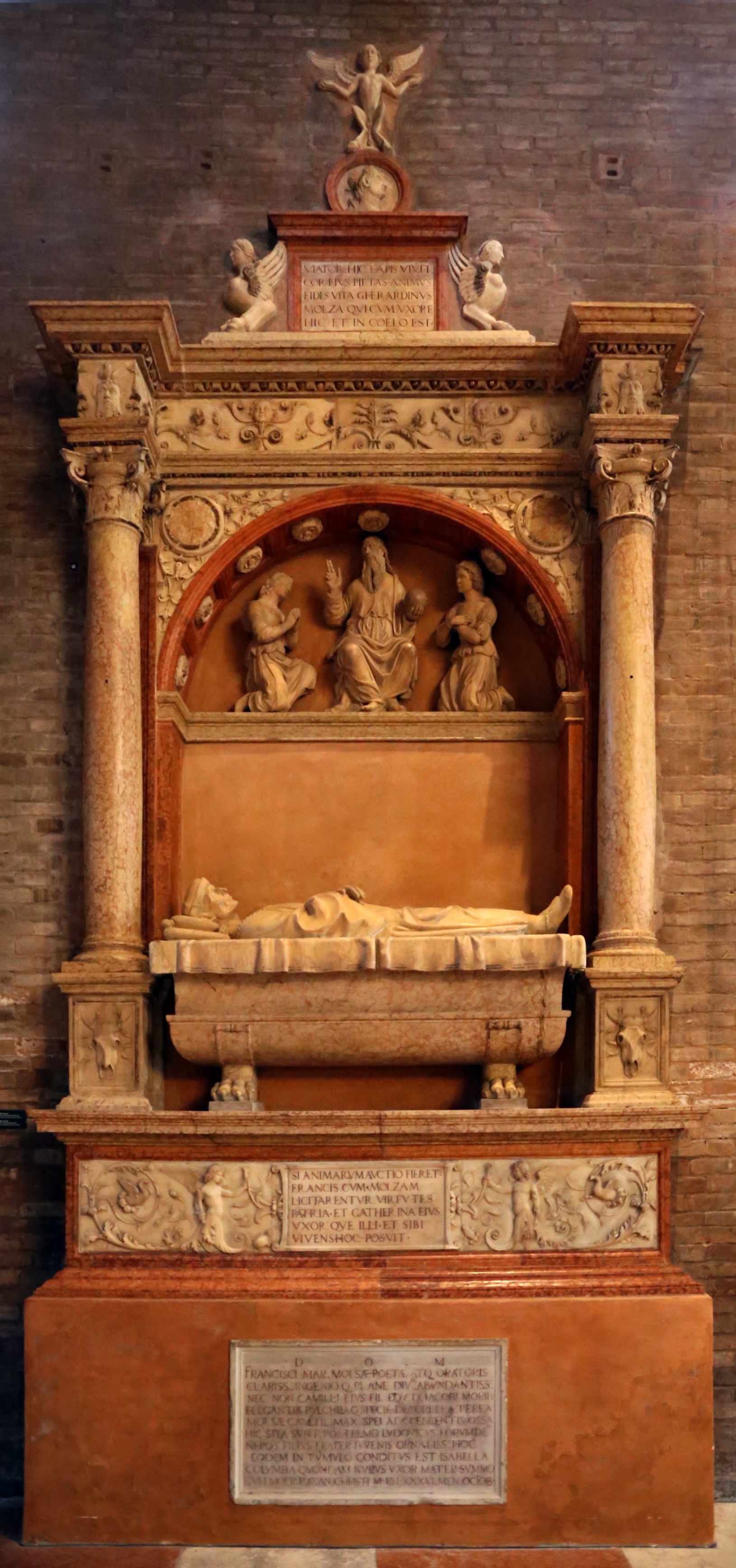
Il monumento funebre nel Duomo di Modena

Molza fu autore di componimenti in lingua latina e in volgare. Fu un poligrafo versatile. Dei vari suoi componimenti in volgare ebbe fama soprattutto un poemetto in ottave, La ninfa tiberina, composto per celebrare Faustina Mancini. L'opera, composta verso il 1537, fu giudicata dai contemporanei superiore addirittura alle Stanze del Poliziano per l'eleganza stilistica. In volgare scrisse anche poesie d'amore in stile petrarchesco, Canzoni e i Capitoli. Aderì al filone di intonazione popolareggiante con composizioni su argomenti insoliti e apparentemente non adatti alla trattazione in versi come, per esempio, un epigramma intitolato Lodi dell'insalata (......Quant'io parlo di te, tanto m'infoca E, s'io vo' dire il ver, di lauri o mirti A paragon di te mi curo poco... ), un altro intitolato Capitolo in lode dei fichi ("Non so como quest'oso poi lasciaro/ quei che venner di dietro; ed in lor vece/ il Lauro, assai più che le fiche amaro") e Capitoli erotici, di stile boccaccesco.